# Panzerzug III.
Der Panzerzug III. war ein Kaiserlich und königlicher Panzerzug aus der Zeit des Ersten Weltkrieges und wurde ab 1916 von der Armee eingesetzt.

## Geschichte
Nach den Erfahrungen in Galizien, unter anderem mit dem Panzerzug Schober, entstanden acht durchkonstruierte und standardisierte Panzerzüge in Werkstätten der MÁV im Norden von Budapest. Dazu zählte auf der Panzerzug III., welcher als Maschinengewehr-Panzerzug gebaut wurde.

## Technische Daten

### Lokomotive

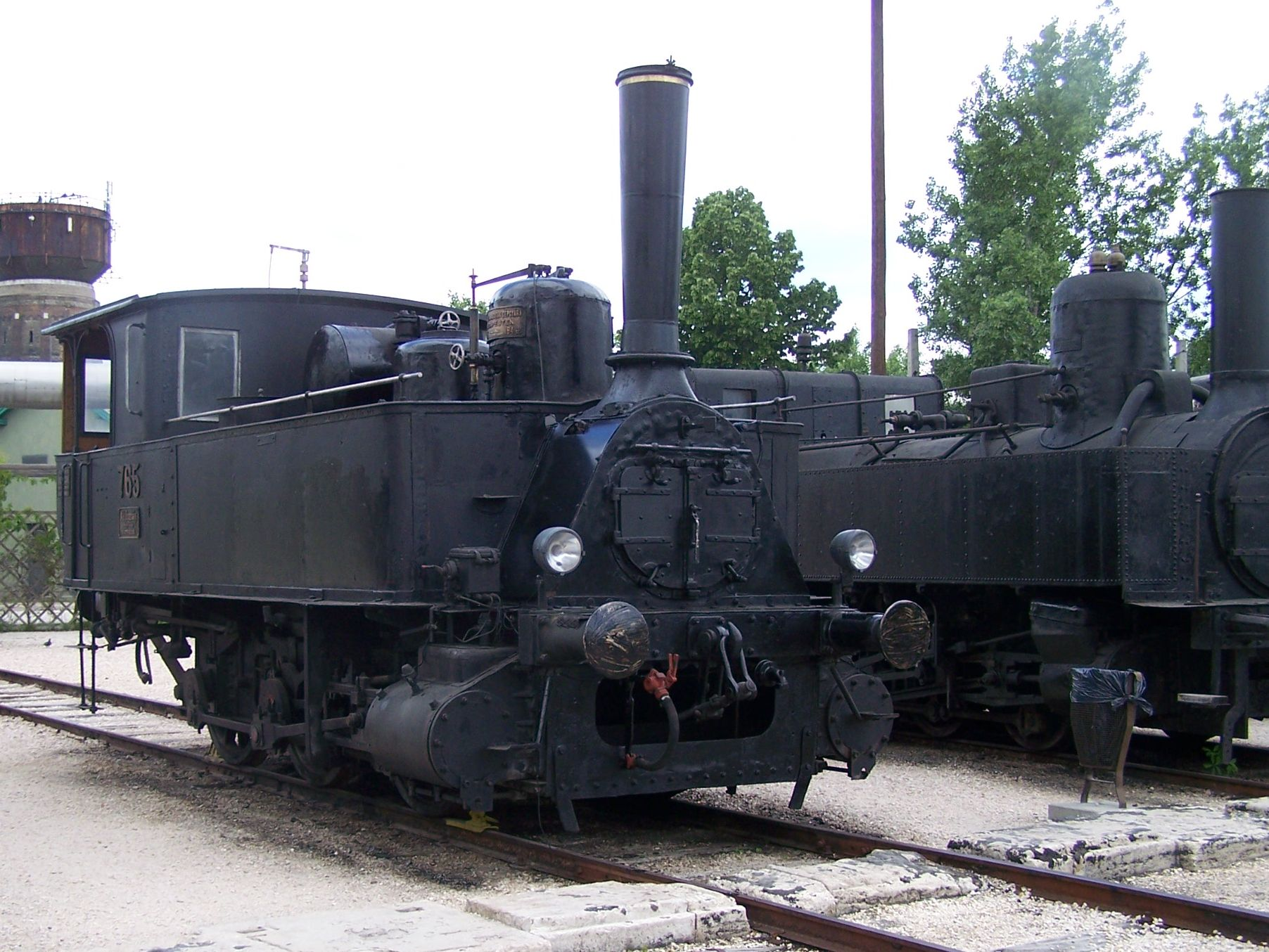
Ungepanzerte MÁV XII

Der Panzerzug wurde durch eine Dampflokomotive der Baureihe MÁV XII befördert. Diese wurde in 1898 in den Werkstätten der Königlich Ungarische Staatliche Eisen-, Stahl- und Maschinenfabriken mit der Werksnummer Bp 1298/98 hergestellt. Bis 1911 lief sie bei den Ungarischen Staatsbahnen mit der Nummer 5584. Als 1911 ein neues Bezeichnungsschema eingeführt wurde, lief sie mit der Betriebsnummer 377,402 weiter. Mit dem Ende des Ersten Weltkrieges wurde die Lokomotive an die polnische Regierung abgegeben und beim Panzerzug Piłsudczyk weiter eingesetzt.

### Maschinengewehrwagen
Als Maschinengewehr-Panzerzug verfügte der Panzerzug III. über zwei standardisierte Infanteriewagen, welche zu Maschinengewehrwagen umgebaut waren. Sie waren mit fünf M 07 Schwarzlose-Maschinengewehren ausgestattet, welche in angepasste Schießscharten passten. An einer Stirnseite befand sich eines und je zwei Stück an den Seiten. Um die Reichweite des Panzerzuges zu erhöhen, wurde an der anderen Stirnseite des Wagens ein Wasserbehälter für die Dampflokomotive verbaut und mit dieser verbunden. Für den Einsatz von Gewehren verfügte der Wagen über insgesamt zehn kleiner Schießscharten. Zwei an einer Stirnseite und je vier an den Seiten. Um sich gegen Flugzeuge wehren zu können, verfügten die Wagen über ein Dreibeingestell in der Mitte und eine aufschiebbare Luke. Die Seriennummern der Wagen waren 140.866 und S 150.183.
Auf dem Wagendach befand sich ein kleiner, gepanzerter Beobachtungsstand. Um kleinere Reparaturen an Gleisen vornehmen zu können, wurde Schienen zwischen den Bremsgestängen der Wagen mitgeführt. Werkzeug dafür wurde auf die Wagen aufgeteilt. Nach dem Ersten Weltkrieg wurden beide Wagen übergeben. Der Wagen mit der Nummer 140.866 wurde vom polnischen Panzerzug Piłsudczyk genutzt. Nach der Umgliederung und Umbenennung der Panzerzüge wurde der Wagen mit der Nummer S 150.183 zunächst beim Panzerzug IV. und nach dem Ende des Ersten Weltkrieges beim ungarischen Panzerzug II weiter genutzt.

## Einsatz
Der erste dokumentierte Einsatz des Panzerzug III. fand im Juni 1916 während der Brussilow-Offensive statt. Dabei wurde der Panzerzug III., zusammen mit dem Panzerzug XI bei der 4. Armee in Wolhynien eingesetzt. Wie genau und wo konnte nicht ermittelt werden.

## Zugzusammensetzung
Die Zusammensetzung des Panzerzuges wird von vorn nach hinten aufgeführt.
- Maschinengewehrwagen (140.866)
- Panzerzuglokomotive (377.402)
- Maschinengewehrwagen (S 150.183)